# Colombier-et-Comberjon
Pour les articles homonymes, voir Colombier.
Colombier-et-Comberjon est une ancienne commune française de la Haute-Saône, qui a existé de 1808 à 1842. Créée en 1808, issue d'une fusion entre Colombier et Comberjon, la commune est supprimée en 1842. Les deux communes constituantes sont alors rétablies.